# Рич-Крік (Вірджинія)
Рич-Крік (англ. Rich Creek) — місто (англ. town) в США, в окрузі Джайлс штату Вірджинія. Населення — 749 осіб (2020).

## Географія
Рич-Крік розташований за координатами 37°23′2″ пн. ш. 80°49′13″ зх. д. / 37.38389° пн. ш. 80.82028° зх. д. (37.383937, -80.820228).  За даними Бюро перепису населення США в 2010 році місто мало площу 2,20 км², з яких 2,15 км² — суходіл та 0,05 км² — водойми.

## Демографія
Згідно з переписом 2010 року, у місті мешкали 774 особи в 288 домогосподарствах у складі 184 родин. Густота населення становила 352 особи/км².  Було 326 помешкань (148/км²).
Расовий склад населення:
| - 95,6 % — білих - 1,4 % — азіатів - 1,0 % — чорних або афроамериканців - 1,3 % — осіб інших рас |

До двох чи більше рас належало 0,6 %. Частка іспаномовних становила 1,7 % від усіх жителів.
За віковим діапазоном населення розподілялося таким чином: 19,8 % — особи молодші 18 років, 50,4 % — особи у віці 18—64 років, 29,8 % — особи у віці 65 років та старші. Медіана віку мешканця становила 48,4 року. На 100 осіб жіночої статі у місті припадало 83,0 чоловіків;  на 100 жінок у віці від 18 років та старших — 77,9 чоловіків також старших 18 років.
Середній дохід на одне домашнє господарство  становив 51 099 доларів США (медіана — 33 906), а середній дохід на одну сім'ю — 69 504 долари (медіана — 47 500). За межею бідності перебувало 18,6 % осіб, у тому числі 9,8 % дітей у віці до 18 років та 9,4 % осіб у віці 65 років та старших.
Цивільне працевлаштоване населення становило 265 осіб. Основні галузі зайнятості: освіта, охорона здоров'я та соціальна допомога — 26,8 %, роздрібна торгівля — 13,6 %, виробництво — 13,2 %.